# Казадаев, Александр Васильевич
Алекса́ндр Васи́льевич Казада́ев (28 сентября (9 октября) 1776, по другим сведениям 28 сентября (9 октября) 1781 — 15 (27) мая 1854) — русский историк и чиновник: тайный советник, сенатор, член Российской академии (1829), почётный член Академии наук.

## Биография
Родился в 1776 или 1781 году (в некоторых архивных документах встречаются также даты 1777 и 1774). Отец — отставной полковник Василий Казадаев (? — конец 1780-х), мать — урождённая Глинка. 16 марта 1788 зачислен в Артиллерийский инженерный кадетский корпус, после его окончания в 1793 году был записан на военную службу, служил в артиллерии. 17 декабря 1795 года зачислен в 1-ю роту лейб-гвардии Конной артиллерии. 7 июня 1796 года назначен флигель-адъютантом в чине поручика при графе П. А. Зубове. Через два месяца получил чин артиллерии квартирмейстера (IX класс Табели о рангах). 21 декабря 1796 года произведён в капитаны, а 11 декабря 1798 года — в майоры. 18 января 1800 года переведён инспекторским адъютантом в 5-й артиллерийский полевой батальон.
В начале карьеры был обязан быстрому продвижению по службе родством с графом И. П. Кутайсовым (женаты на родных сёстрах). Был близким другом генерала А. П. Ермолова. Двоюродный дядя композитора М. И. Глинки, был посаженным отцом на его свадьбе. В семье Казадаева воспитывался рано потерявший родителей Дмитрий Ознобишин, впоследствии известный поэт .
Начальник и друг Казадаева А. И. Корсаков, а также шурин Д. П. Резвый (1762—1823) по службе вошли в столкновение с Аракчеевым, в результате Казадаев вслед за Корсаковым перешёл из артиллерии в горную службу — в 1803 году был переведён (с переименованием в штатский чин коллежского советника) в Берг-коллегию, президентом которой стал Корсаков. Был командиром Горного кадетского корпуса (с 19 января 1804 по 1817) и непременным членом Совета Горного департамента. Казадаев сделал Горный корпус одним из лучших военно-учебных заведений империи.
31 декабря 1804 года был награждён орденом Св. Анны II степени. а 24.02.1809 — алмазными знаками ордена Св. Анны. 18.09.1811 получил чин действительного статского советника, эквивалентный генеральскому.
26 июля 1821 года назначен обер-прокурором II отделения 5-го департамента Сената, 30 декабря 1823 года — обер-прокурором 1-го департамента Сената. 12 декабря 1824 года награждён орденом Св. Анны I степени. При министре А. С. Шишкове стал членом главного правления училищ (12.12.1824) и особого комитета составления проекта устава для учебных заведений (05.01.1825). В 1825 году произведён в тайные советники, назначен сенатором и статс-секретарем комиссии прошений Сената, благодаря занятию этой должности еженедельно по воскресеньям являлся к императору для личного доклада. В 1826 году был назначен в Верховный уголовный суд по делу декабристов. В начале 1826 года назначен членом Комитета для исследования злоупотреблений в поставке лесов для кораблестроения. С 30 мая 1826 по 1828 год управлял департаментом податей и сборов. 22 августа 1826 года, в день коронации Николая I, был награждён орденом Св. Владимира II степени.
После смерти жены Казадаев по расстройству здоровья ушёл в отставку (21 декабря 1828 года) с годовым пенсионом в 1333 рублей и арендой в 2500 рублей серебром. Последние годы жизни провёл в Петербурге, занимаясь писательством. Работал над сводным биографическим словарем русских исторических деятелей, который до сих пор не издан, однако его рукопись послужила одним из источников Русского биографического словаря Половцова.
Избран в Императорскую Академию 12 января 1829 года, однако на заседаниях Академии не появлялся. В доме Казадаева на Шпалерной улице, 24 (сохранился, но перестроен) бывали М. И. Глинка, Н. В. Гоголь, братья Н. В. и П. В. Кукольники, Н. А. Маркевич, К. М. Базили, А. Н. Мокрицкий и другие деятели культуры.
Умер в 1854 году. Похоронен рядом с женой на Фарфоровском кладбище Санкт-Петербурга, закрытом в 1927 году и частично уничтоженном в 60-е годы.

## Семья
Жена — Надежда Петровна Резвая (14 апреля 1775 года — 28 августа 1828 года), дочь крупного откупщика, сестра петербургского городского головы Н. П. Резвого. Умерла от чахотки. Дети:
- Казадаев, Пётр Александрович, генерал-майор.
- Казадаев, Владимир Александрович, курский губернатор.
- Софья Александровна (1804—1864), замужем (с 11 января 1824 года)[5] за Петром Григорьевичем Галаганом.

## Труды
- Историческое похвальное слово Димитрию Донскому. — СПб, тип. К. Крайя, 1827. — [6], 344 с.
- перевод книги Рецова «Новые исторические записки о Семилетней войне» (1818).
- перевод мольеровского «Тартюфа».

Остались в рукописи следующие труды:
- «Словарь», содержащий биографии учёных литераторов и других знаменитых русских людей;
- «Материалы для истории царствования Екатерины II»;
- перевод с французского «О Господе Нашем Иисусе Христе».